# Kista Strait
Kista Strait är ett sund i Antarktis. Det ligger i Östantarktis. Australien gör anspråk på området.